# Sanatrukes
Sanatrūk, auch Sanatrukes, Sinatrukes (altgriechisch), Sanatruk (altarmenisch Սանատրուկ), oder Sanaṭrūq (aramäisch) ist ein iranischer Name, etwa mit der Bedeutung „den Feind überwindend“. 
Es ist der Name mehrerer Herrscher:
- Sinatrukes I. (ca. 157 – 70 v. Chr.), parthischer Großkönig
- Sanatrukes II., parthischer Großkönig
- Sanatruk, arsakidischer König von Armenien und Osrhoene im Übergang vom 1. zum 2. Jahrhundert
- Sanaṭrūq I., Herrscher von Hatra im 2. Jahrhundert
- Sanaṭrūq II., ca. 200–240 letzter Herrscher von Hatra
- Sanesan oder Sanatruk, König von Maskut

## Belege
1. ↑  Ferdinand Justi Sanatrūk. In: Iranisches Namenbuch. N. G. Elwert’sche Verlagsbuchhandlung, Marburg 1895, S. 282–283 (online).